# Phthonosema tendinosarius
Phthonosema tendinosarius är en fjärilsart som beskrevs av Edward Meyrick 1892. Phthonosema tendinosarius ingår i släktet Phthonosema och familjen mätare. Inga underarter finns listade i Catalogue of Life.